# Groß von Trockau

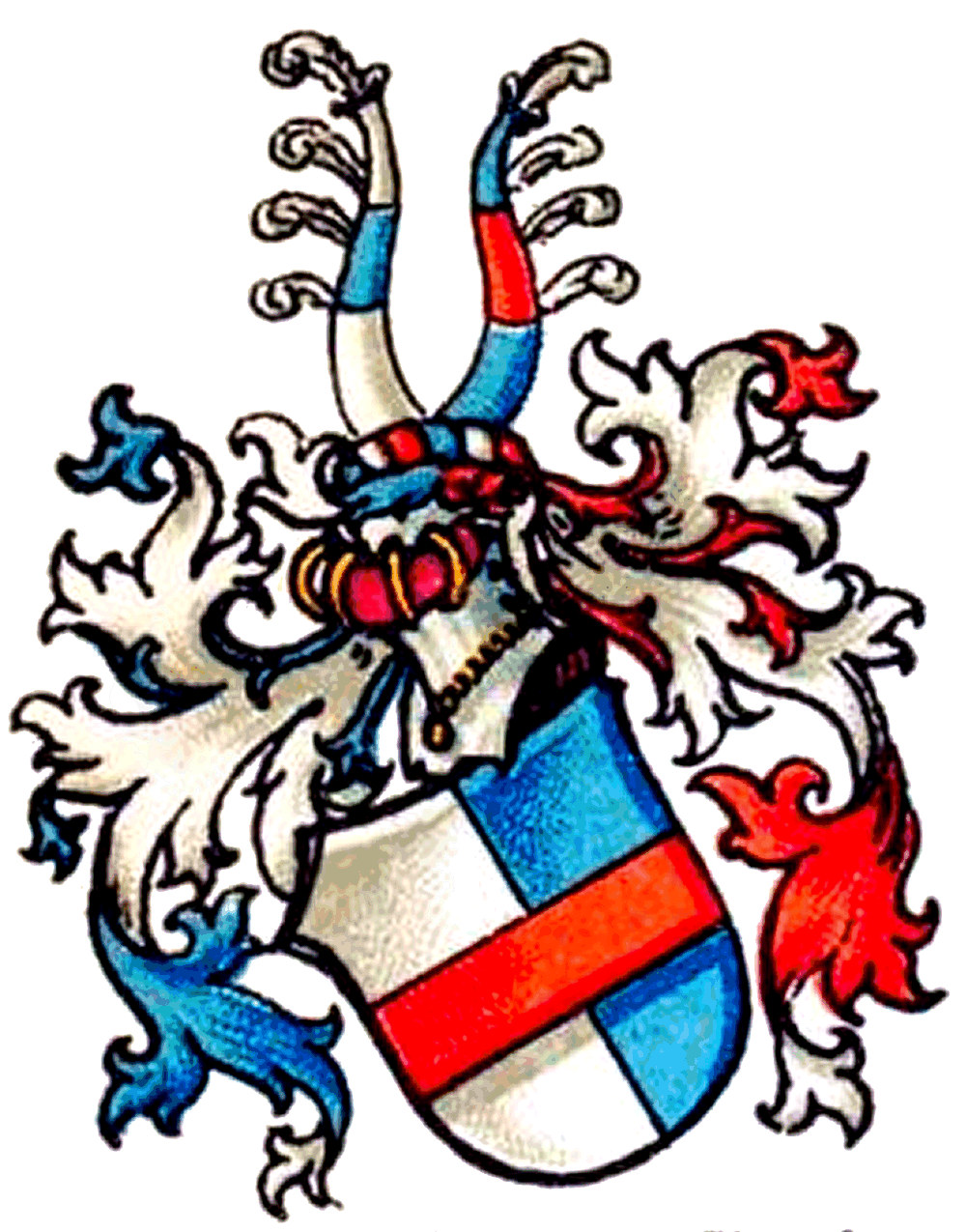
Wappen derer Gross von Trockau

Das Geschlecht der Groß von Trockau gehört dem fränkischen Uradel an. Es ist wappen- und stammesverwandt mit den Pfersfelder und den Lochner.

## Geschichte
Das Geschlecht wurde erstmals im Jahr 1287 mit „Poppo genannt der Groß“ in einer Urkunde des Klosters Ebrach erwähnt.

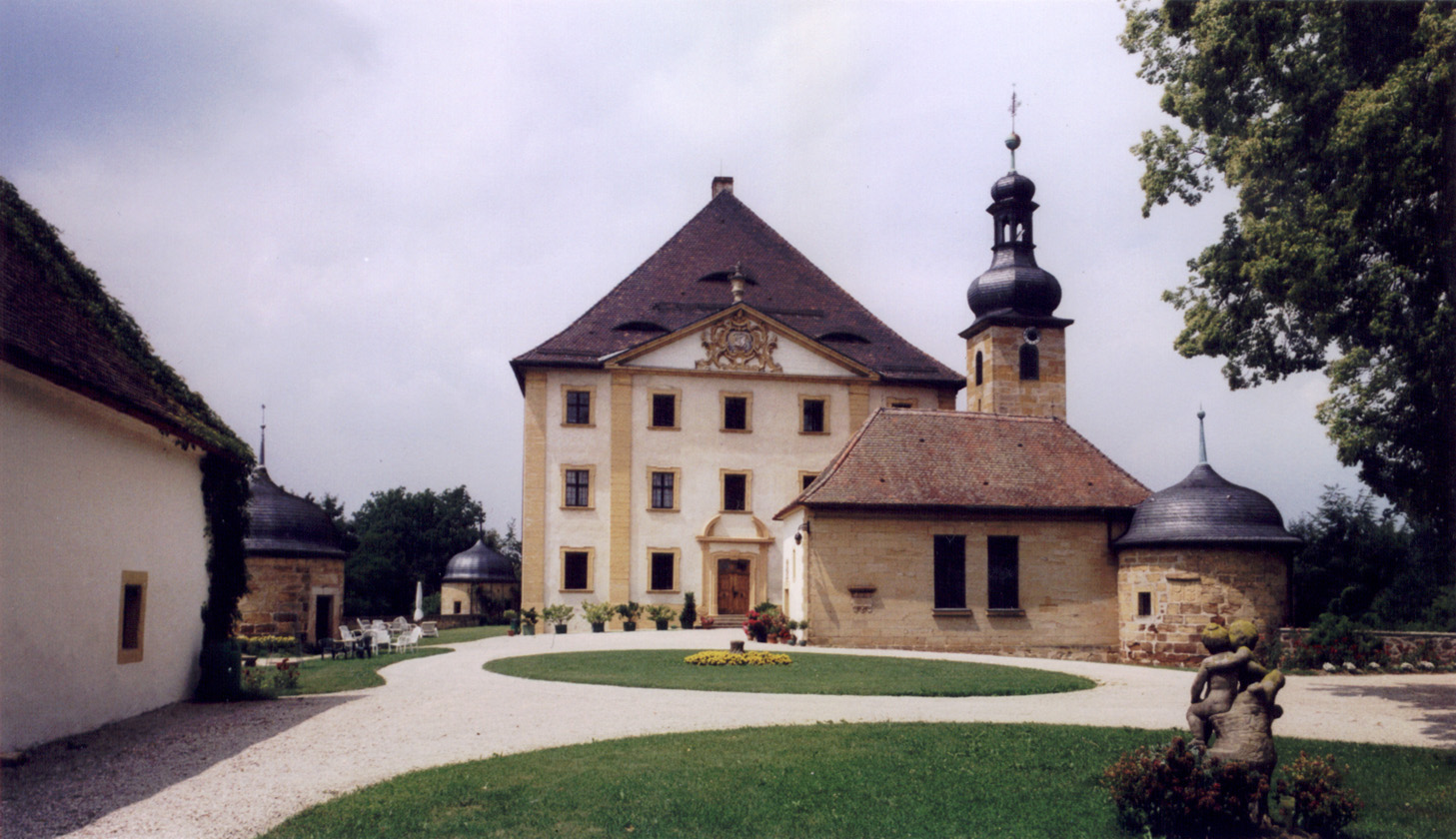
Schloss Trockau in der Fränkischen Schweiz

Der Stammsitz Schloss Trockau kam um 1300 wohl durch Heirat von den Herren von Trockau an die Familie Groß. Diese trat 1307 in den Dienst Konrads von Schlüsselberg, eines engen Vertrauten des späteren Kaisers Ludwig des Bayern. Ab etwa 1390 wurde die Burg ein Lehen der Landgrafen von Leuchtenberg. Mehrfach zerstört, wurde sie ab 1769 zu dem heutigen Barockschloss umgebaut, das sich immer noch im Besitz der Familie befindet. Tüchersfeld kam 1329 an die Groß von Trockau, erst die Niedere Burg, die bis 1959 in ihrem Besitz blieb, und von etwa 1422 bis 1628 auch die Obere Burg. Ab 1608 besaßen sie auch die Burg Kohlstein und ab 1767 das Schloss Gleisenau, beide bis ins 20. Jahrhundert.
Die Groß von Trockau waren dem Ritterkanton Gebürg in der Fränkischen Reichsritterschaft zugehörig und 1737 wurden die Groß von Trockau durch Reichshofratsbescheid reichsunmittelbar. Nach dem Ende des Alten Reiches im Jahr 1806 wurden sie am 23. Juni 1813 in die Freiherrnklasse des Königreiches Bayern immatrikuliert.
Die Familie stellte mit Heinrich III. Groß von Trockau (von 1487 bis 1501) einen Fürstbischof von Bamberg und mit Adam Friedrich Freiherr Groß von Trockau (von 1821 bis 1840) einen Bischof von Würzburg.

## Wappen
„In von Silber und Blau gespaltenem Schild ein roter Balken. Auf dem Helm mit rot-silbernen Decken zwei Büffelhörner, das rechte silbern, das linke blau, jedes belegt mit einem roten Balken und oben mit einer und nach außen mit je drei silbernen Reiherfedern (Straußenfedern) besteckt.“

## Persönlichkeiten

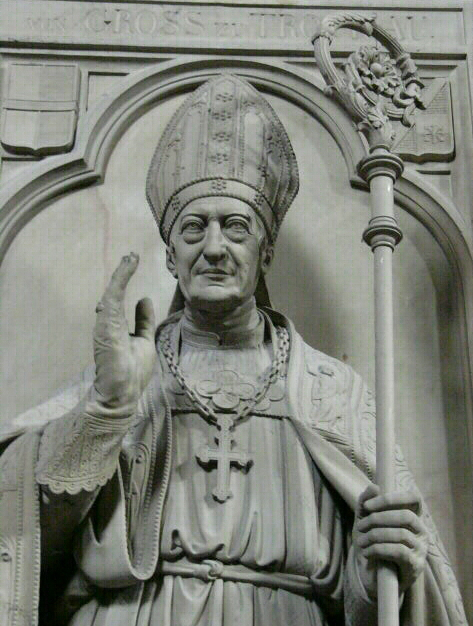
Adam Friedrich Freiherr Groß von Trockau (1758–1840), Bischof von Würzburg

- Heinrich III. Groß von Trockau, Fürstbischof von Bamberg (1487 bis 1501). Er gab Tilman Riemenschneider den Auftrag, für das heiliggesprochene Kaiserpaar Heinrich und Kunigunde im Bamberger Dom ein Hochgrab zu fertigen.
- Christoph Adam Groß von Trockau (1649–1724); er richtete 1676 in Erlangen das Auditorium publicum ein, das 1699 zu einer Ritterakademie Erlangen erweitert wurde; diese Einrichtung ist die Vorläuferin der Universität Erlangen.
- Johann Gottfried Groß von Trockau (1687–1750), Weihbischof in Eichstätt
- Karl Ludwig Kasimir Wilhelm Groß von und zu Trockau, unter ihm Neubau des Stammsitzes Schloss Trockau
- Otto Philipp Erhard Ernst Groß von Trockau, Bauherr von Schloss Gleisenau im gleichnamigen Ort
- Adam Friedrich Freiherr Groß von Trockau (1758–1840), Bischof von Würzburg 1821–1840
- Joseph Heinrich Groß von Trockau (1766–1850), Komtur des Deutschen Ordens, Hofrat, Oberamtmann und Kammerherr im Hochstift Bamberg
- Auguste Groß von Trockau (1845–1915), Schriftstellerin unter dem Pseudonym Jutta Berthen

## Besitzungen
- Schloss Trockau, Stammsitz der Familie im Ort Trockau (seit etwa 1300 bis heute)
- Tüchersfeld: seit 1329 bis 1959 Burg Niederntüchersfeld, ab spätestens 1422 bis 1628 Oberntüchersfeld
- Burg Kohlstein (1608 bis 1961) mit dem Ort Kohlstein
- Schloss Gleisenau (ab 1767, das Barockschloss ab 1772 für Otto Philipp Erhart Ernst Groß von Trockau erbaut)
- Gut Heuchelhof bei Würzburg
- Schloss Unterbaar (seit 1962)
- Schloss Zeulenreuth[1] (um 1640 erbaut)

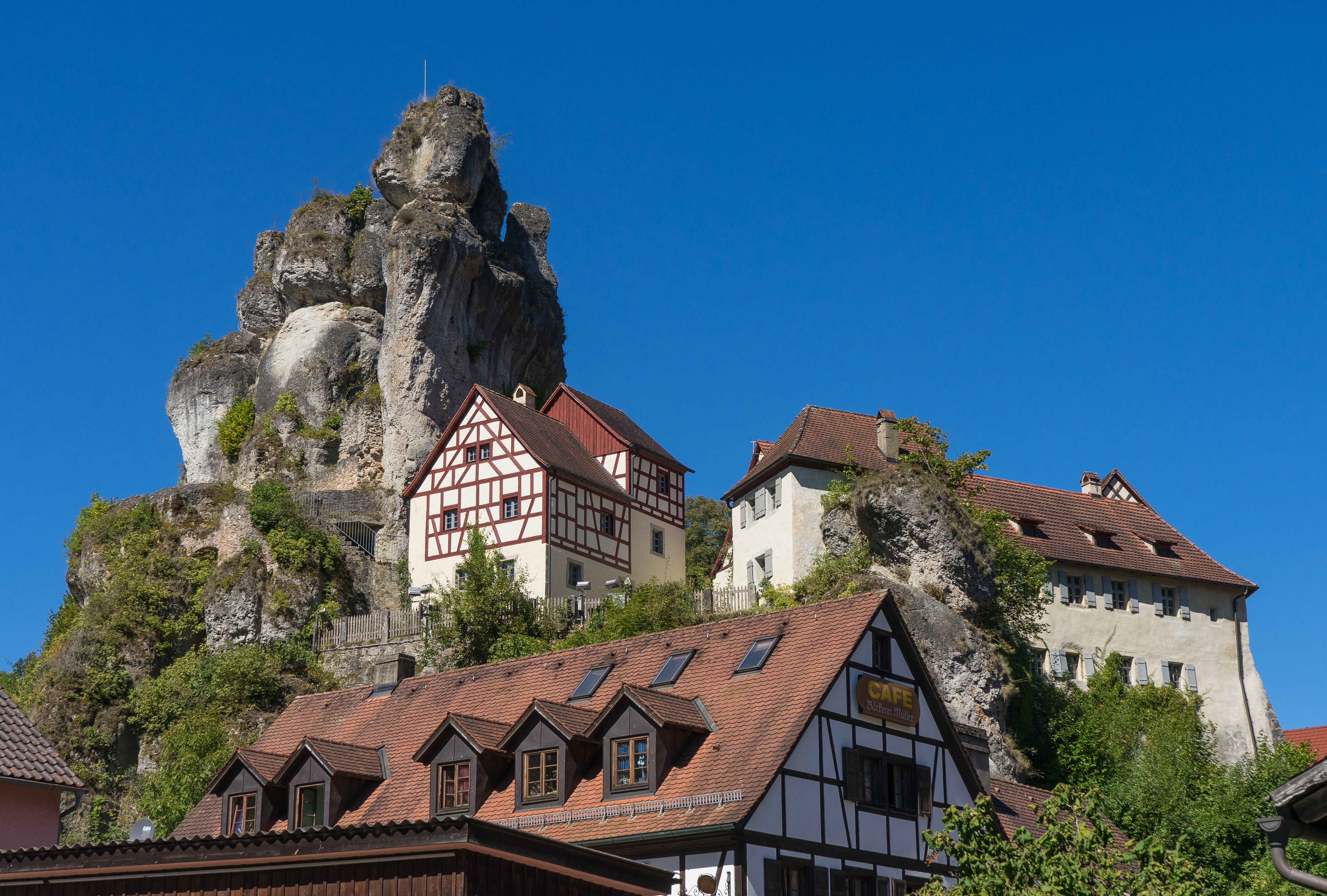
Burg Niederntüchersfeld
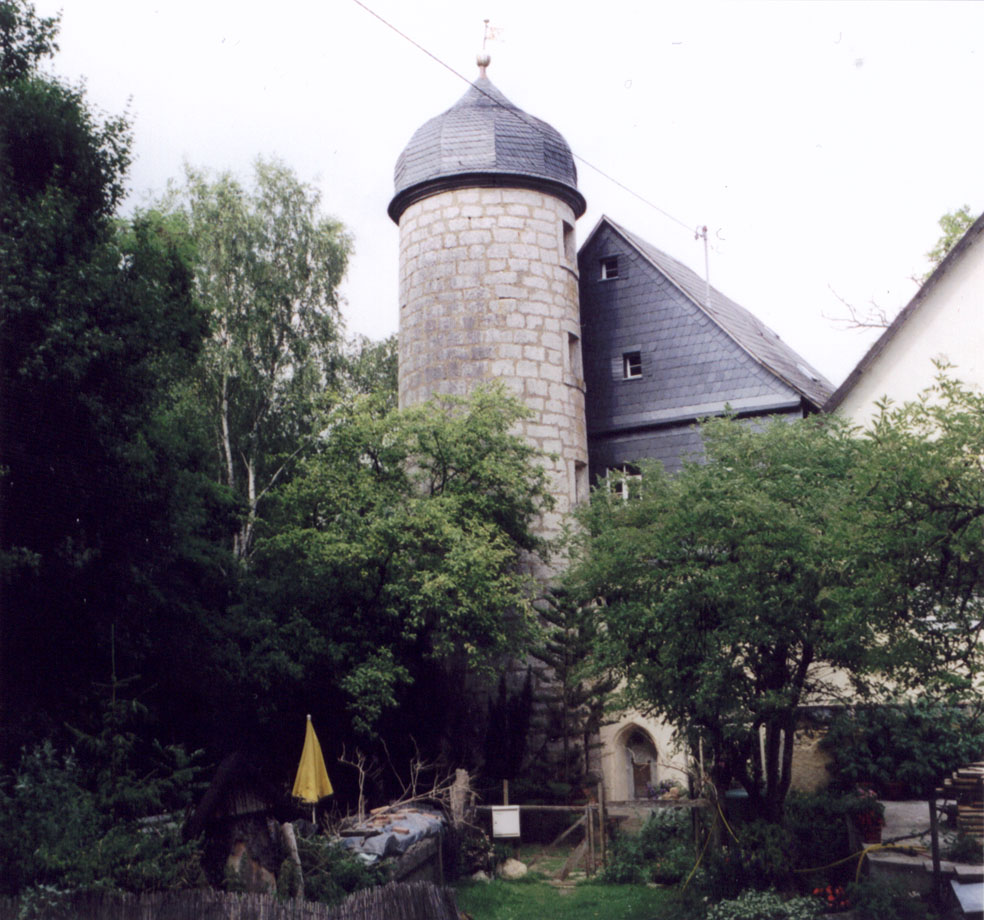
Burg Kohlstein
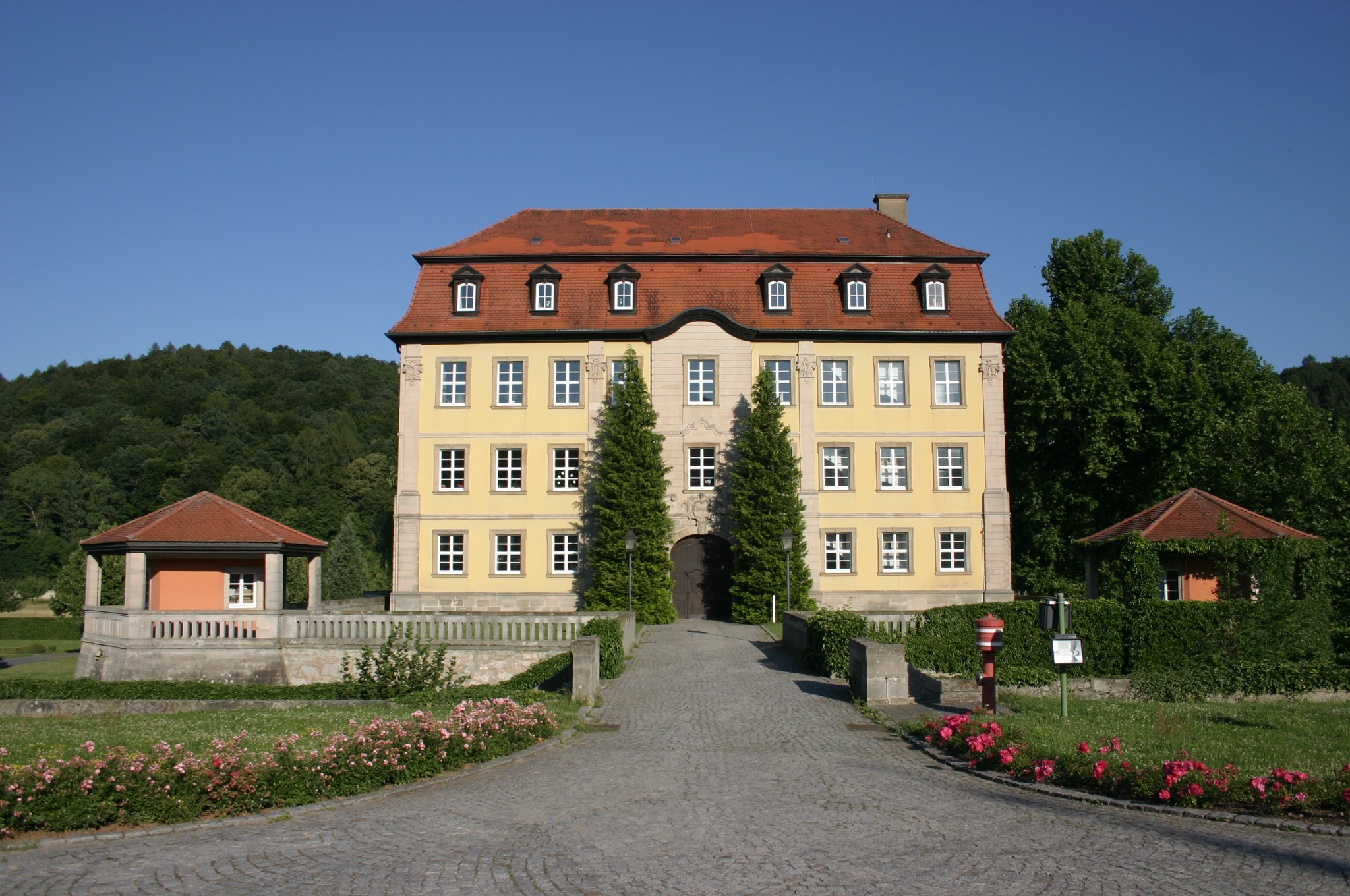
Schloss Gleisenau